# Luis Ortiz (beisbolista)
Luis Alberto Ortiz Galarza (nacido el 25 de mayo de 1970 en Santo Domingo) es un ex tercera base dominicano que jugó en la Liga Mayor de Béisbol entre 1993 y 1996 para los Medias Rojas de Boston (1993-94) y los Rangers de Texas (1995-96). También jugó una temporada en Japón para Tokyo Yakult Swallows (1997).
En una carrera de cuatro temporadas, Ortiz fue un bateador de .228 con dos jonrones y 26  carreras impulsadas en 60 juegos, incluyendo 14 carreras, siete dobles y tres triples sin haber robado base.
Después de su carrera en Grandes Ligas, Ortiz jugó en el béisbol japonés con el equipo Tokyo Yakult Swallows en 1997. También jugó en el sistema de ligas menores de los Medias Rojas, los Rangers, los Diamondbacks, los Expos y los Cardenales de ligas menores (1991-2004). Actualmente es el mánager del equipo de ligas menores de los Bravos de Atlanta, los Gulf Coast League Braves GCL y es dueño de una hitting factory llamada "Swing City" en Keller, Texas.